# Suzanne Bonamici
Suzanne Marie Bonamici (nacida el 14 de octubre de 1954) es una abogada y política estadounidense que se desempeña como representante de los Estados Unidos por el primer distrito del Congreso de Oregón, un cargo para el cual fue elegida por primera vez en una elección especial en 2012. El distrito incluye la mayor parte de Portland al oeste del río Willamette, así como todos los condados de Yamhill, Columbia, Clatsop y Washington.
Bonamici, demócrata, representó el 17.º distrito en Senado del estado de Oregón desde 2008 hasta 2011. Fue elegida por primera vez para la Cámara de Representantes de Oregón en 2006.

## Primeros años y educación
Bonamici nació en Detroit y creció en un pequeño pueblo de Michigan. Obtuvo un título de asociado en Lane Community College en 1978, y una licenciatura en 1980 y un doctorado en derecho (J.D.) en 1983, ambos de la Universidad de Oregón. Después de la universidad, trabajó como asistente legal en Lane County Legal Aid en Eugene. Tras graduarse de la facultad de derecho, se convirtió en abogada de protección al consumidor para la Comisión Federal de Comercio en la capital del país. Posteriormente, entró en la práctica privada en Portland, donde representó a pequeñas empresas.

## Posiciones políticas
Durante el 117.º Congreso, Bonamici votó en línea con la posición declarada del presidente Joe Biden el 99.1% de las veces, según un análisis de FiveThirtyEight. Fue una de los 46 demócratas que votaron en contra de la aprobación final de la Ley de Responsabilidad Fiscal de 2023 en la Cámara.
El 31 de julio de 2014, Bonamici presentó en la Cámara de Representantes la Ley de Alerta, Educación e Investigación sobre Tsunamis de 2014 (H.R. 5309; 113.º Congreso). Esta legislación autorizaría a la Administración Nacional Oceánica y Atmosférica (NOAA) a destinar $27 millones anuales durante tres años a sus programas de alerta e investigación sobre tsunamis.
En enero de 2023, Bonamici fue una de las 13 copatrocinadoras de una enmienda a la Constitución de los Estados Unidos para extender el derecho al voto a ciudadanos de dieciséis años o más.
Bonamici votó a favor de brindar apoyo a Israel tras el ataque de Hamás en 2023.